# St. Peter und Paul (Thalmässing)
St. Peter und Paul ist eine römisch-katholische Kirche in Thalmässing, einem Markt im mittelfränkischen Landkreis Roth.

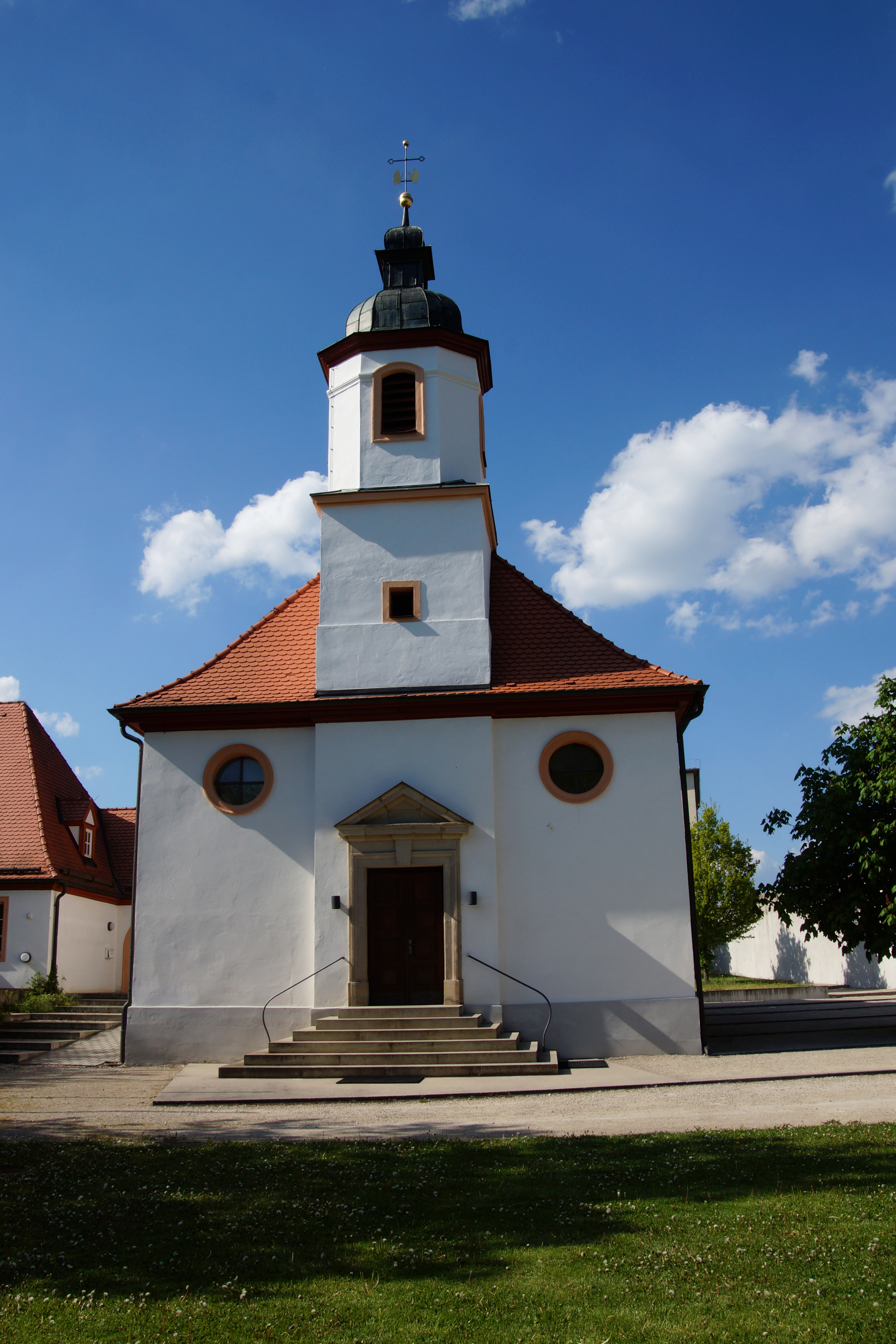
Südfassade

## Pfarrei
Die Pfarrei Thalmässing gehört zum Pfarrverband Heideck-Laibstadt-Liebenstadt-Thalmässing im Dekanat Roth-Schwabach des Bistums Eichstätt; die zugehörige Filiale ist Ohlangen. Pfarrgebiet sind die Dörfer Alfershausen, Stetten, Schwimbach, Appenstetten, Rabenreuth, Ohlangen, Reinwarzhofen, Ruppmannsburg, Heimmühle, Gebersdorf, Hagenich, Waizenhofen, Landersdorf, Hundszell, Göllersreuth, Kätzelmühle, Bergmühle, Kätzelmühle, Kochsmühle und Aue, die alle zur Gemeinde Thalmässing gehören.

## Geschichte
Die Kirche wurde 1924 von dem Nürnberger Architekten Otto Schulz geplant und bis 1925 gebaut. Gleichzeitig wurde ein Pfarrhaus errichtet, dass durch einen Übergang mit der Sakristei verbunden ist.  1925 wurde die Kirche in Kleinhöbing an einen Bauern verkauft. Die Kirche St. Peter und Paul erhielt hieraus ihre Innenausstattung. Gleichzeitig wurde auch das Patrozinium übernommen. 1937 wurde Thalmässing zur Pfarrei erhoben. 1993/1994 wurde die Kirche umgestaltet. 2023 wurde die Kirche zur Radwegkirche erweitert. Hierfür werden sowohl im Innenraum der Kirche und des Pfarrhauses als auch auf den Außenflächen Dienstleistungen und Angebote für Radfahrer angeboten. Hierzu gehören neben einer interaktiven Installation im Kirchenraum auch Sitzgelegenheiten, ein Aufenthaltsraum, eine Fahrradservicestation, sowie ein Schlauchautomat.

## Jugend- und Pfarrheim „Bunker“

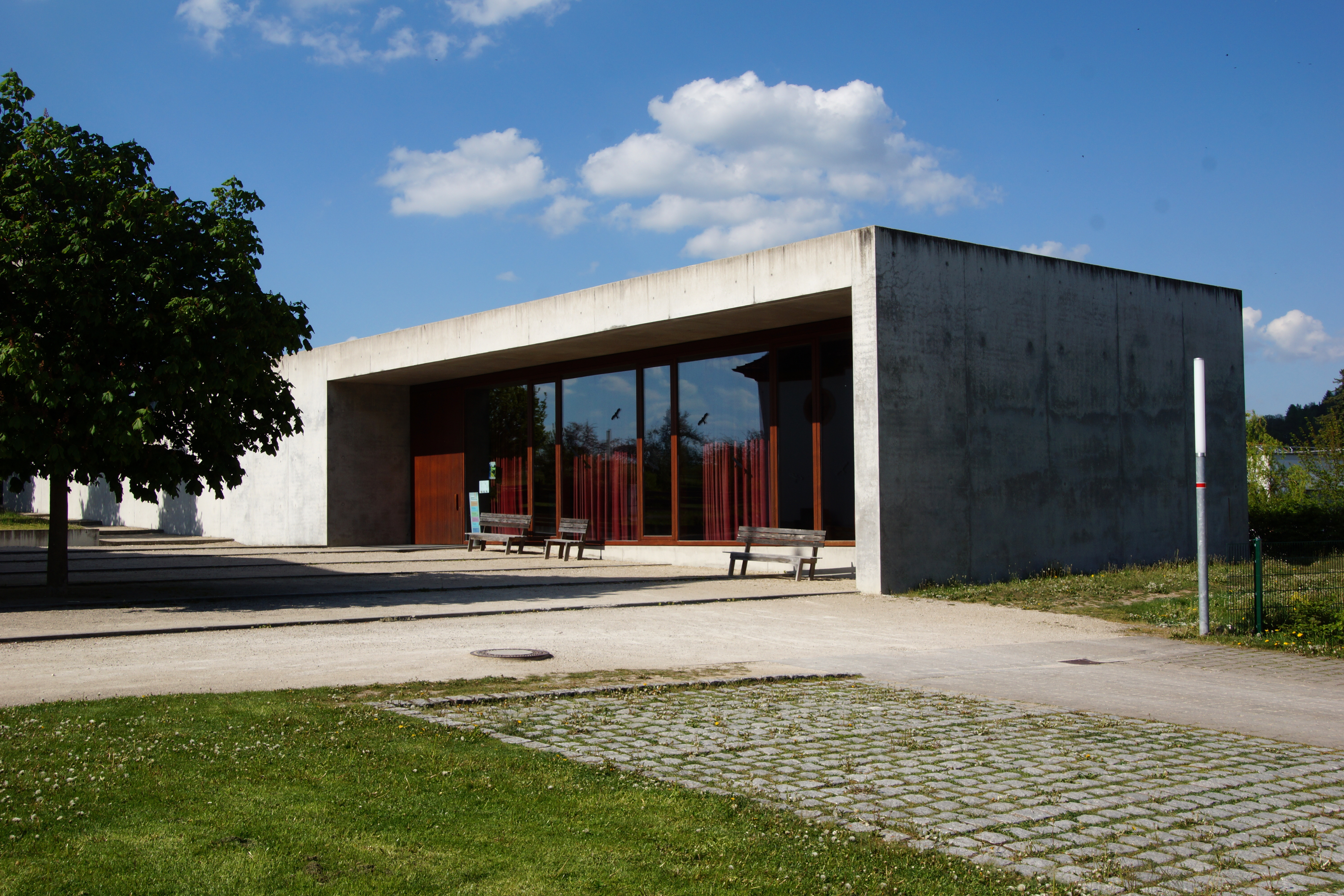
Der „Bunker“

2001 schrieb die Diözese Eichstätt einen Wettbewerb für das neue Pfarr- und Dekanatjugendheim aus, den Andreas Meck gewann. 2004 wurde, nach einer zweijährigen Bauzeit, neben der Kirche auf dem vormaligen Gleisbett der Gredlbahn der „Bunker“ errichtet. Karlheinz Beer hatte die Bauleitung, für das Tragwerk zeichnete Hans-Ludwig Haushofer, Lichtplanung hatte der Pfünzer Lichtplaner Walter Bamberger. Der Münchner Architekturfotograf Michael Heinrich dokumentierte das Bauwerk. Das Bauwerk wurde 2005 für den Mies-van-der-Rohe-Preis nominiert, 2005 erhielt es den contractworld.award und 2006 eine Auszeichnung Guter Bauten Franken. In den Räumlichkeiten des Jugend- und Pfarrheims finden jährlich die Kurzfilmtage Thalmässing statt.

## Glocken
Die Kirche hat vier Glocken. Die Älteste und Kleinste wurde 1733 von Matthias Perner in Eichstätt gegossen, die weiteren im Jahr 2000 bei der Glockengießerei Bachert in Bad Friedrichshall.

## Orgel
Die Orgel stammt von Johannes Karl aus Aichstetten im Allgäu.
| Mixtur 3  | 4f 1 ⁄3′ |
| Prinzipal | 2′       |
| Quint     | 2 ⁄3′    |
| Rohrfl.   | 4′       |
| Prinzipal | 4′       |
| Gedeckt   | 8′       |
| Subbass   | 16′      |